# Uganda megyéi

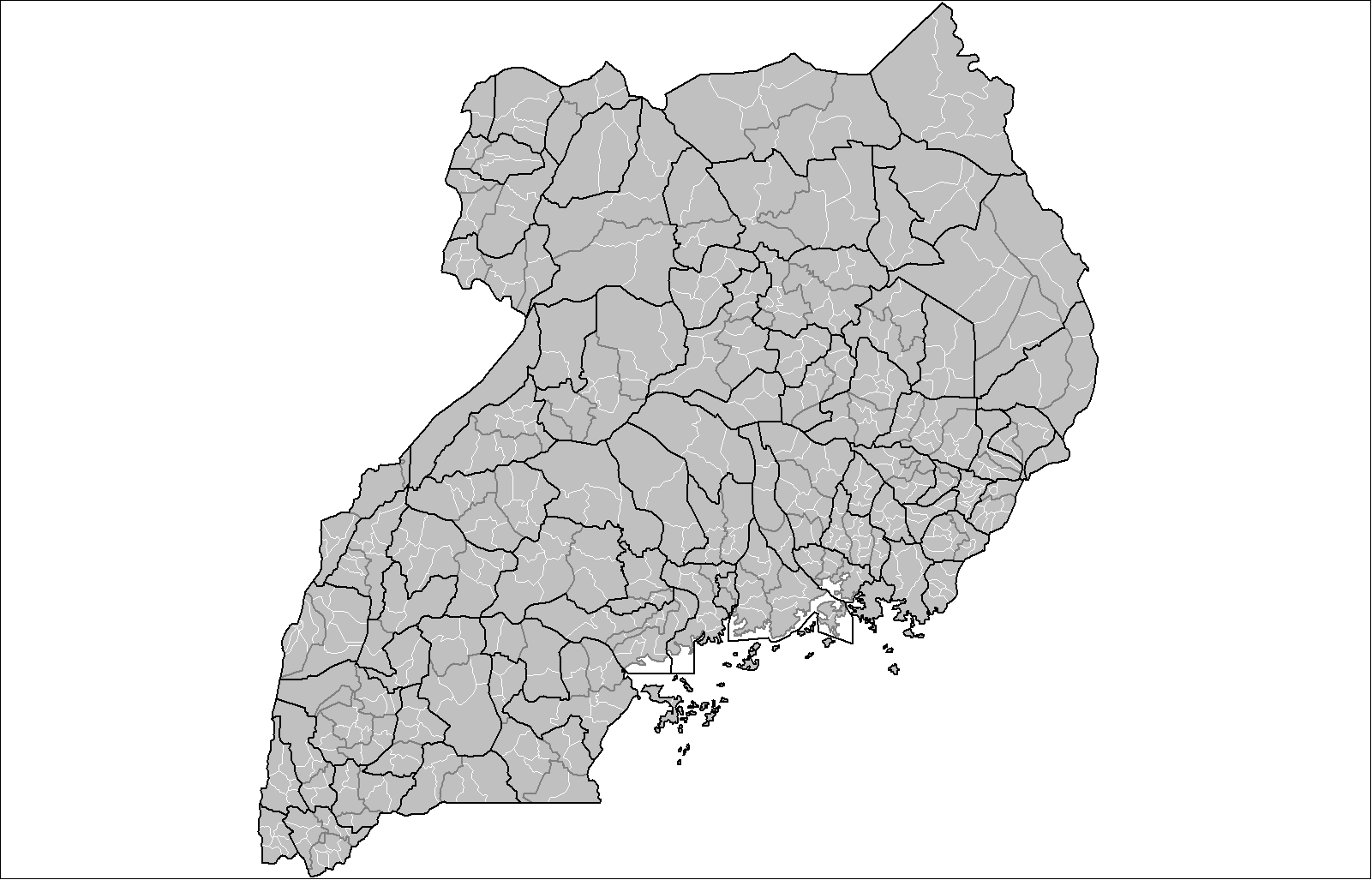
Uganda közigazgatási egységei:
Kerülethatárok
Megyehatárok
Járások határa

A kelet-afrikai Ugandát, a következő részekre lehet osztani:
- Négy (Központi, Keleti, Nyugati és Északi) adminisztratív régióra
- 112 kerületre
- 146 megyére
- A megyéket továbbosztják járásokra
- A járásokban találhatók az egyházközségek, és települések.

Uganda kerületeit 146 megyére, egy városi tanácsra és 13 önkormányzatra osztjuk. A megyéket pedig járásokra osztják tovább. A legkisebb közigazgatási egységek az egyházmegyék és a falvak. A politikai felosztást az Ugandai Önkormányzatok Szövetsége (ULGA) végzi. Ez egy önkéntesekből álló nonprofit szerv, ami fórumként is szolgál az önkormányzatok kisebbségi részei között.